# Hyporhagus yucatanensis
Hyporhagus yucatanensis es una especie de coleóptero de la familia Monommatidae.

## Distribución geográfica
Habita en Yucatán (México).